# Чернишоара (Валча)
Чернишоара (рум. Cernişoara) насеље је у Румунији у округу Валча у општини Чернишоара. Oпштина се налази на надморској висини од 392 m.

## Становништво
Према подацима из 2002. године у насељу је живело 4024 становника, од којих су сви румунске националности.

### Хронологија
| Година       | 1992 | 1993 | 1994 | 1995 | 1996 | 1997 | 1998 | 1999 | 2000 | 2001 | 2002 | 2003 | 2004 | 2005 | 2006 | 2007 | 2008 | 2009 | 2010 | 2011 | 2012 | 2013 | 2014 | 2015 | 2016 | 2017 |
| ------------ | ---- | ---- | ---- | ---- | ---- | ---- | ---- | ---- | ---- | ---- | ---- | ---- | ---- | ---- | ---- | ---- | ---- | ---- | ---- | ---- | ---- | ---- | ---- | ---- | ---- | ---- |
| Становништво | 4375 | 4334 | 4290 | 4292 | 4281 | 4231 | 4217 | 4177 | 4156 | 4164 | 4131 | 4076 | 4028 | 3998 | 3986 | 3960 | 3951 | 3918 | 3909 | 3873 | 3819 | 3785 | 3763 | 3701 | 3658 | 3612 |